# Агапије
Свети Агапије био је хришћански мученик убијен у Цезареји 306. године. Био је препознат као светац Католичке цркве. Његово мучеништво је забележио Јевсевије Кесаријски у свом делу „Мученици Палестине”. Агапије је ухапшен 304. године. У затвору је остао две године и био мучен у више наврата. Био је изнесен у арени много пута и представљан судијама. Тамо су му претили и резервисали за касније мечеве. Судије, напомиње Јевсевије, морале су бити мотивисане било из саосећања или наде да би могао да се предомисли и одрекне се хришћанства. На крају је доведен у арену и представљен цару Максимину. Он му је понудио опроштење под условом да се одрекне своје вере. Према Јевсевију, он не само да је одбио понуду, већ је рекао да је весело пожурио стрмоглавце у медведа. Животиња му је нанела тешке повреде, али је Агапије преживео. Камење му је причвршћено за ноге и он се утопио у Средоземном мору наредног дана. Његови празници се обележавају 20. новембра и 19. августа.
Српска православна црква слави их 15. марта по црквеном, а 28. марта по грегоријанском календару.